# Джабель ед-Духан
Джабель-ед-Духан — вершина висотою 134 метри над рівнем моря у Південній мухафазі острівної держави Бахрейн. Вершина Джабель-ед-Духан розташована на острові Бахрейн і є найвищою точкою держави.
Дослівно назва вершини перекладається як Димляча гора (англ. Mountain of Smoke). У найспекотніші дні на пагорбі може з'явитися туман, який, ймовірно, і дав йому назву.
На вершині і навколо неї були знайдені кременеві знаряддя кам'яної доби, які є найдавнішою історією Бахрейну.